# Comuna Șîmkove, Ananiev
Șîmkove (în ucraineană Шимкове) este o comună în raionul Ananiev, regiunea Odesa, Ucraina, formată din satele Amurî, Șîmkove (reședința) și Verbove.

## Demografie
Componența lingvistică a comunei Șîmkove
     Ucraineană (91,28%)
     Română (4,78%)
     Rusă (3,82%)
Conform recensământului din 2001, majoritatea populației comunei Șîmkove era vorbitoare de ucraineană (91,28%), existând în minoritate și vorbitori de română (4,78%) și rusă (3,82%).